# Worston, Staffordshire
Worston var en civil parish 1858–1934 när det uppgick i Seighford, i grevskapet Staffordshire i England. Civil parish var belägen 7 km från Stafford och hade 19 invånare år 1931.